# Madisonville (Louisiane)
Pour les articles homonymes, voir Madisonville.
La ville de Madisonville est située dans la paroisse de Saint-Tammany, dans l’État de Louisiane, aux États-Unis. Sa population s’élevait à 748 habitants lors du recensement de 2010, estimée à 835 habitants en 2016.

## Démographie
| Groupe            | Madisonville | Louisiane | États-Unis |
| ----------------- | ------------ | --------- | ---------- |
| Blancs            | 86,9         | 62,7      | 72,4       |
| Autres            | 4,8          | 1,5       | 6,2        |
| Afro-Américains   | 4,6          | 32,0      | 12,6       |
| Métis             | 1,7          | 1,6       | 2,9        |
| Asiatiques        | 1,3          | 1,6       | 4,8        |
| Amérindiens       | 0,4          | 0,7       | 0,9        |
| Océaniens         | 0,3          | 0,1       | 0,2        |
| Total             | 100          | 100       | 100        |
|                   |              |           |            |
| Latino-Américains | 2,7          | 4,3       | 16,7       |

Selon l'American Community Survey, pour la période 2011-2015, 94,66 % de la population âgée de plus de 5 ans déclare parler anglais à la maison, alors que 2,81 % déclare parler le thaï, 1,12 % l'allemand et 1,40 % une autre langue.

## Source
- (en) Cet article est partiellement ou en totalité issu de l’article de Wikipédia en anglais intitulé « Madisonville, Louisiana » (voir la liste des auteurs).

1. ↑  (en) « Madisonville, LA Population - Census 2010 and 2000 », sur censusviewer.com.
2. ↑  (en) « Population of Louisiana - Census 2010 and 2000 », sur censusviewer.com (consulté le 4 mars 2016).
3. ↑  (en) « Language spoken at home by ability to speak English for the population 5 years and over », sur factfinder.census.gov.